# Metatórax
Metatórax é a designação dada ao último dos três segmentos do tórax dos insectos. Os seus principais escleritos (placas exoesqueléticas) são o metanoto (dorsal), o metasterno (ventral) e as metapleuras (laterais). Nesta região está inserido o terceiro par de pernas e, nos insectos pterigotos, o segundo par de asas, as asas metatorácicas.
Nos dípteros, as asas metatorácicas estão reduzidas a balancins e em numerosas espécies de coleópteros estão reduzidas ou atrofiadas por completo. Nos himenópteros apócritos o primeiro segmento abdominal está fundido com o metatórax formando uma única estrutura denominada propódeo (a cintura estrita das vespas e formigas).